# Реј Манзарек
Рејмонд Данијел Манзарек (енгл. Raymond Daniel Manzarek; Чикаго, 12. фебруар 1939 — Розенхајм, 20. мај 2013) био је амерички музичар, певач, продуцент, филмски режисер, писац, суоснивач, басиста и оргуљаш у групи Дорс (енгл. The Doors) између 1965. и 1973, Nite City између 1977. и 1978. и Manzarek-Krieger од 2001. до своје смрти.
Манзарек је умро 20. маја 2013. од компликација изазваних раком на жучној кеси, и то, 42 године после певача Џима Морисона.